# Jan II (papież)
Jan II (wł. Merkuriusz ur. w Rzymie, zm. 8 maja 535 tamże) – 56. papież w okresie od 2 stycznia 533 do 8 maja 535.

## Życiorys
Urodził się w Rzymie jako Merkuriusz, syn Projektusa. Był pierwszym papieżem, który po wyborze zmienił imię. Zrobił to zapewne dlatego, że Merkury jest imieniem rzymskiego boga.
Został wybrany na Stolicę Piotrową po dwuipółmiesięcznym wakacie, który był okresem korupcji i intryg. Za jego pontyfikatu wnuk Teodoryka Wielkiego, Atalaryk wydał dekret zakazujący łapownictwa i kupowania głosów podczas elekcji papieskiej.
Jako papież wspierał politykę religijną cesarza Justyniana I Wielkiego. 15 marca 533 roku papież zaakceptował dekret cesarza, który był zgodny z nauką pierwszych czterech soborów i zawierał formułę teopaschistyczną (odrzuconą wcześniej przez Hormizdasa). Jan II powierzył także Cezaremu z Arles patronat diecezji w Riez, w której powstał wakat na skutek rezygnacji (wymuszonej przez papieża) Contumeliosusa.